# Honestly
"Honestly" er en sang af Zwan, og titlen på den første single fra albummet Mary Star of the Sea fra 2003. Sangen er skrevet af Billy Corgan.
"Honestly" var, efter mange koncerter, det første man hørte fra Zwan indspillet i et studie. I november 2002 blev radiosinglen frigivet, og man regnede med, at sangen ville blive et mindre hit. Det blev den, efter manges mening, ikke. Singlen udkom 3. februar 2003 en uge efter selve albummet. 

## B-sider
- "The Number of the Beast"
- "Freedom Ain't What It Used to Be"

"The Number of the Beast" er oprindeligt indspillet af Iron Maiden, og har Matt Sweeney på vokal. "Freedom Ain't What It Used to Be" er skrevet af Billy Corgan, og er indspillet af Djali Zwan, og således det eneste materiale fra Djali Zwan, der nogensinde er blevet udgivet.